# Camponotus capperi
Camponotus capperi är en myrart som beskrevs av Auguste-Henri Forel 1899. Camponotus capperi ingår i släktet hästmyror, och familjen myror.

## Underarter
Arten delas in i följande underarter:
- C. c. capperi
- C. c. corticalis
- C. c. formosulus
- C. c. subdepilis
- C. c. unctulus